# Germán Aguirre
Germán Antonio Aguirre Muñoz (Marsella, Risaralda, 5 de agosto de 1961) es un político colombiano.

## Biografía
Nació en Marsella (Risaralda). Hijo de José Aldemar y de María Rita, campesino y maestra de escuela y enfermera. Es el sexto de nueve hijos. Esposo de Beatriz López Londoño, padre de Ana María y Carolina, y abuelo de Juan Pablo y Luciana.
Realizó estudios de periodismo y locución en la Academia Arco en Bogotá, lo que lo condujo luego a trabajar en el Periódico La Tarde, Caracol, Antena de los Andes y Radio Ciudad Virginia, en Risaralda.
Culminó estudios en Obras Civiles en la Universidad del Quindío. Posteriormente, adelantó una especialización en la Escuela de Ingeniería Técnica de Obras Públicas en la Universidad Politécnica de Madrid – España en 1992.
Autor del libro “Ley 909 de 2004 sobre Carrera Administrativa en Colombia”. 

## Trayectoria política y empresarial
- Concejal de Dosquebradas, 1988.
- Gerente del Fondo de Vivienda Popular de Dosquebradas, 1987.
- Alcalde popular en dos períodos. 1990-1992, 1995-1997.
- Presidió la Asociación de Alcaldes de Risaralda en estos dos períodos.
- Directivo de la Asociación Nacional de Alcaldes.
- Directivo de la Asociación Nacional de Áreas Metropolitanas.
- Elegido en 1998 para la Cámara de Representantes.
- Presidió la Comisión VII de la Cámara en el período 2001-2002.
- Presidió la delegación del Congreso de Colombia en la Asamblea de la OIT celebrada en Ginebra, Suiza en el año 2001.
- Reelegido en 2002 para la Cámara para un nuevo periodo de 4 años.
- Senador de la República en el periodo 2006-2010
- Vicepresidente de la Comisión Séptima del Senado, 2006-2007.
- Presidente de la Comisión de Ética del Senado, 2008-2009.

### Iniciativas
Junto al Alcalde de Pereira, concitó la voluntad del Gobierno Nacional para la construcción del viaducto Pereira – Dosquebradas.
Remodeló la Avenida Simón Bolívar, llamada entonces “la avenida de la muerte”, por el gran número de víctimas en accidentes de tránsito.
Construyó e iluminó la vía Sesteadero – La Popa.
Avanzó en la construcción de la Avenida Ferrocarril, en cuyo tramo culminó los puentes requeridos y dio inicio a la variante La Romelia – El Pollo, hoy Autopista del Café.

### Vivienda
Legalizó más de 4000 predios otorgando a sus poseedores el título de propiedad de su vivienda. Algunos barrios favorecidos fueron Camilo Torres en sus ocho etapas, Pueblo Sol, Solidaridad por Colombia, Bella Vista, Galaxia, Acacias, Floresta, Los Guamos, Los Olivos, La Graciela, entre muchos otros.
Adelantó planes de vivienda para otras 4000 familias bajo la modalidad de autogestión, en lotes con servicios y programas de reubicación para familias en alto riesgo. Se crearon los barrios Júpiter, Venus I, Venus II, Mercurio, Saturno, Colinas, Girasol, Vela I, Vela II, Álvaro Patiño, Luis Carlos Galán, Porvenir, Diana Turbay, Jorge Eliecer Gaitán, Minuto de Dios y Diego Jaramillo, entre otros.
De manera paralela, se contribuyó ampliamente, al mejoramiento de vivienda de familias de muy bajos recursos económicos.

### Salud
Ampliación del Hospital Santa Mónica, hasta llevarlo a un centro de segundo nivel, hoy certificado. Esto debido a la inversión en dotación tecnológica, ampliación del número de camas, fortalecimiento del personal, de la infraestructura física y demás requisitos exigidos.
Construcción de la unidad Intermedia de Salud en el barrio Santa Teresita, para los barrios unidos de Oriente.
Fortalecimiento de los puestos de salud, y dotación de los mismos.
Ampliación del régimen subsidiado de salud. 
Construcción de la sede del Seguro Social para los usuarios de Dosquebradas, lo que constituía un clamor ciudadano.
Se adelantaron grandes jornadas de vacunación, para la población en general.

### Educación
En sus dos periodos como alcalde pasó de 8 a 25 instituciones educativas, y amplió la cobertura en diez mil nuevos cupos. Esto gracias a que las escuelas extendieron su servicio al nivel secundario, algunas de ellas: Agustín Nieto Caballero, Santa Sofía, Santa Isabel, Granada y Guadalupe.
Se construyeron los colegios Manuel Elkin Patarroyo y el Colegio Noroccidental, en Bosques de la Acuarela, además del Empresarial con un énfasis especial en el tema de emprendimiento. Se implementó incluso, la jornada de la tarde para los colegios religiosos. 
Entre el fortalecimiento institucional y físico de las instituciones educativas, se construyó el Coliseo del Colegio Pablo VI. En convenio con el Colegio Colombo Británico, se estableció la jornada de la tarde, para estudiantes repitentes. 
Dejó listo el predio y los diseños para la construcción de la Escuela Superior de Administración Pública, ESAP.
Lideró la construcción del SENA Dosquebradas, cuyos estudiantes han sido reconocidos en diferentes eventos nacionales.
Como parte del aprendizaje de lo público, los estudiantes de último año de bachillerato, eran llevados a un recorrido por las instituciones estatales del municipio enseñando su funcionamiento, objetivos, y proyecciones. Así como las obras hechas y proyectas por el Gobierno Local, visitas que siempre fueron orientadas por Germán Aguirre, como Alcalde.

### Cultura
La Casa de la Cultura fue el epicentro de eventos, formación y construcción de identidad cultural para Dosquebradas.
Allí fueron implementados y patrocinados desde la Administración Municipal, grupos de formación en teatro, danzas, artes plásticas y música. En asocio con escuelas y colegios se fomentó esta actividad como parte del proceso escolar, en jornadas mañana y tarde.
De la mano de este programa, también se exhibían espectáculos culturales producidos localmente, motivando la identidad y, utilizando la Casa de la Cultura como centro de eventos.
Bajo la administración de Germán Aguirre, se creó la Asociación de Escritores de Dosquebradas, AEDOS, con una alta participación de poetas y poetizas, también protagonistas de noches de lectura y tertulia educativa.

### Deportes y Recreación
En cabeza de la primera dama, Beatriz López, se realizaron grandes jornadas lúdico-recreativas para los niños del municipio, usando como espacio la Plazoleta del CAM y el Lago La Pradera.
Los campeonatos en barrios siempre recibieron el apoyo de la Administración Municipal y, de la mano de la Sub secretaría de Deportes, creada bajo el gobierno de Germán Aguirre, se iniciaron las escuelas de formación deportiva.
Se apoyaron diferentes equipos deportivos en justas locales, regionales y nacionales.
Visionando un gran espacio con escenarios deportivos para diferentes disciplinas, Germán Aguirre, dejó listo el predio para el Coliseo, y junto a éste construyó el Estadio Municipal.
Canchas y parques para barrios, fueron construidos con el ánimo de proveer recreación al interior de las comunidades. Y en otros sectores, dejó listo el terreno para que gobiernos posteriores los construyeran, sin embargo, muchos de estos lotes, tristemente recibieron una destinación diferente.

### Programas sociales
El alcalde Germán Aguirre, creó la Consejería Social, y designó para ese importante cargo al dirigente Argemiro Cárdenas Agudelo (Q. E. P. D.), con quien lideró programas de alto impacto para el municipio:
Fundador en 1995 de los grupos de la Tercera Edad, que hoy son modelo nacional, fortalecidos además con la construcción del primer Club Social del Adulto Mayor con servicios como la piscina, capilla, coliseo, entre otros, edificaciones hoy promovidas como centros de vida.
Los adultos mayores también se vieron beneficiados con programas de prótesis dentales, que le mejoraron la calidad de vida a decenas de personas.
Creó los viajes a Cartagenera para los adultos mayores, logrando el apoyo de la empresa privada, lo que trajo como resultado un viaje cada seis meses.
Los adultos mayores también fueron objeto de las actividades lúdicas en sus grupos y protagonizaron las primeras peregrinaciones a Buga y otros lugares.
Desde la Consejería Social, también se adelantaron programas especiales para jóvenes con adicciones, beneficiando a 63 de ellos con rehabilitación en convenio con Hogares Claret. Jóvenes que posteriormente tuvieron una oportunidad laboral con la Alcaldía de Dosquebradas, en las obras públicas en Serviciudad, y en fábricas del municipio.
Además se promovió para esta población el apoyo a iniciativas micro- empresariales, proceso que ayudó a la desarticulación de pandillas juveniles.
Se impulsaron los colegiados del saber, a través de espacios radiales. Concursos que incentivaron el aprendizaje en los estudiantes del municipio.
Se creó el CECAR, centro de Capacitación en Confecciones para Adultos en Risaralda. Lo que impulsó la empleabilidad local.
Creó un programa especial dedicado a la infancia, que incluía componentes como recreación, nutrición, y apoyo educativo. De manera especial se suscribieron convenios con instituciones religiosas, tanto católicas como cristianas, para la formación en valores de los niños y niñas del municipio.
La población en situación de discapacidad, recibió especial atención, creando programas de inserción laboral, siendo el más reconocido la adaptación de taxis para ser conducidos por estas personas, además de lograr la contratación de otros grupos en organizaciones públicas y privadas. De igual manera, se entregaron aditamentos ortopédicos para suplir las necesidades físicas de acuerdo al grado de discapacidad de cada persona. Tuvieron prelación en el régimen subsidiado de salud, al igual que los adultos mayores.
A través de la Consejería Social, se prestó especial apoyo a las familias disfuncionales, con programas de alimentación, salud, vivienda y atención psicosocial. 
Este programa amplió su cobertura a mujeres cabeza de hogar y en situación de vulnerabilidad. Su política de apoyo a la población femenina y por ende, a la familia lo condujo a fortalecer la labor de las madres comunitarias, a quienes apoyó con insumos para la adecuada atención de los menores, además recibieron capacitación y acceso a otros programas sociales.

### Sector Rural
Se ejecutaron cinco kilómetros de vías rurales, en placa huellas. El resto del inventario vial rural, recibió mantenimiento permanente.
Ante desastres naturales, tales como deslizamientos, se adelantaron eficaces planes de contingencia en zonas como el Chaquiro, La Argentina, Boquerón, Alto del Nudo, La Rivera, Aguazul, Alto del Oso, entre otros puntos. 
Se entregó para uso de los habitantes del sector rural la Casa Campesina y la Plaza de Mercados, con amplios programas de apoyo técnico.
Durante sus dos periodos como Alcalde, Germán Aguirre instituyó el lunes como el día de atención al campesino, en horario comprendido entre las 6:30 y 9:00 a.m.
Se fundó el bachillerato de bienestar rural en Risaralda con la asesoría del exalcalde de Apia y profesor Francisco Alzate.
A nivel institucional se mejoraron puestos de salud, escuelas y colegios en las veredas del municipio.
Se dio inicio a la Unidad Municipal de Asistencia Técnica Agropecuaria, UMATA, y el Equipo Fundamental para Adultos, con programas de altos beneficios para los habitantes del campo. 
Cada año, en el mes de junio, se dio lugar a las tradicionales Fiestas del Campesino, que venían acompañadas de Reinado Municipal, e inolvidables eventos artísticos, culturales y de corte social.

### Medio Ambiente
Con la creación del Vivero Municipal, se incentivó la siembra de árboles en las márgenes de las quebradas, para la protección de laderas.
Se realizaron programas de protección al medio ambiente tanto en zona rural como urbana.
Fueron ejecutadas importantes obras de mitigación de riesgos en las cuencas hidrográficas, siendo la más emblemática las obras de protección en la quebrada Frailes en su paso por Santa Mónica y Campestre B, objeto de permanentes inundaciones. Inversiones que se realizaron con el apoyo de la CARDER.
Con el gremio de Areneros y balastreros, se pactaron programas sociales que permitieron su cambio de actividad y que lamentablemente, gobiernos posteriores desmontaron.
Apoyó la creación de la Fundación Protectora de Animales.

### Planeación
Asesorado por expertos en desarrollo y planeación urbana, Germán Aguirre, dejó lista una proyección de ciudad a 30 años, que socializó con toda la comunidad y actores de la sociedad, para lo que se utilizó una maqueta de grandes proporciones exhibida en la Casa de la Cultura, que para entonces movilizaba en sus programas una alta población local.
Este ejercicio pretendía promover el desarrollo de la ciudad, e incitaba a gobiernos posteriores a darle el voto de confianza. Sin embargo, los planes de desarrollo de corto plazo, y apuestas políticas diferentes, no permitieron la cristalización de esta idea.

### Relaciones políticas
La paz política marcó el gobierno de Germán Aguirre. Su relación de respeto y de inclusión con los movimientos representados en el Concejo Municipal, permitió la ejecución de grandes iniciativas locales.
Dosquebradas, creció políticamente, al ganar participación y voz en el contexto departamental, tras dos períodos de trabajo mancomunado y participativo, que desde lo local marcó un gran protagonismo.

### Dotación institucional
- Construcción del Centro Administrativo Municipal, CAM.
- Edificio de la Policía Nacional
- Casa Campesina
- Terminación del Cementerio Local
- Ancianato Municipal
- Club Social del Adulto Mayor
- Plaza de Mercado
- Vivero Local
- Sede del SENA
- Sede del Instituto de los Seguros Sociales
- Dejó listo el predio para el Coliseo Municipal
- Estadio Municipal
- CECAR
- Sede de la Defensa Civil y Cruz Roja

### Gestión Eficaz en el Congreso de la República
Cámara de Representantes 1998 – 2002 / 2002 – 2006 
Senado de la República 2006-2010
Llega a la Cámara de Representantes en 1998, donde presidió la comisión VII entre 2001 y 2002, año en el que es reelegido.
Contribuyó al aumento en la cobertura del régimen subsidiado, al haber logrado descongelar en el 2004 los recursos del FOSYGA, lo que, según cifras proporcionadas con el Ministerio de Salud, repercutió en un considerable incremente de cupos, pasando de 272.208 en 2004 a 320.081 en 2005 para Risaralda. 
Gestionó recursos para la realización en el año 2005 de los Juego Bolivarianos en el Eje Cafetero. Producto de esta gestión se construyó el Coliseo de Dosquebradas, donde se tuvieron lugar las justas de deportes de combate. La logística y participación de las personas en este espacio deportivo internacional, fue calificada por la prensa de ese entonces como muy destacada, y dejó las puertas abiertas a que otros eventos de tan alto impacto y reconocimiento, eligieran como sede a la región cafetera. 
Gestionó recursos principalmente para el sector educativo y planes maestros de acueducto y alcantarillado de Dosquebradas.
Fue autor y ponente de varios proyectos de Ley que se han convertido en leyes de la República.
Defendió la Ley Quimbaya al lado del senador Rodrigo Rivera, para la recuperación física y económica del Eje Cafetero después del sismo de 1999. La historia de cómo el Eje Cafetero superó el desastre natural y volvió a darle una cara amable a sus ciudades, hoy es un hito en la superación de desastres. 
Evitó el cierre del Hospital San Jorge de Pereira y otras instituciones prestadoras de servicios en salud el Departamento, en una época donde centros del mismo grado de importancia regional fueron cerrados, como aquellos ubicados en Manizales y Bucaramanga. Gestionó recursos por el orden de los 40 mil millones de pesos para la salud en Risaralda, la ejecución de varios proyectos para entregar ambulancias a los municipios es muestra de ello.
Como presidente de la Comisión VII presidió, la delegación del Congreso de la República ante la Asamblea General de la Organización Internacional del Trabajo, donde de manera exitosa, y con el acompañamiento del entonces Ministro de Trabajo, Angelino Garzón y el Presidente de la ANDI Luis Carlos Villegas, se evitó que Colombia fuera sancionada ante la Comisión de Cuestas, lo que significaría el rompimiento de las relaciones comerciales con los países afiliados a OIT, hecho que habría sido supremamente grave para la economía del país.
Nuevamente desde la Comisión VII de la Cámara de Representantes, realizó foros regionales de interés nacional, entre los que se destacan el relacionado con el genoma humano, con el científico Elkin Lucena, la crisis del seguro social, el sistema hospitalario y la EPS del Risaralda y la innovación y proyección del SENA. El análisis de los diez años de la constitución y de la acción de tutela. Hizo importantes aportes en el foro nacional sobre vivienda. Realizó vehementes debates sobre la crisis cafetera y dejó constancia de voto negativo en todas las reformas tributarias que afectaban la canasta familiar.

### Promovió las siguientes leyes
Ley 687 de 2001, que creó la estampilla Pro Tercera Edad. Beneficio que ha permitido a los departamentos recaudar fondos para el bienestar del adulto mayor, especialmente, la construcción de los Centros de Vida, siendo el Club del Adulto Mayor de Dosquebradas un claro referente. 
Ley 745 de 2002, que castiga el consumo de la dosis personal de estupefacientes. 
Ley 728 de 2002, por medio de la cual la Nación se asocia a la celebración de los 40 años de actividades académicas de la Universidad Tecnológica de Pereira y se autorizan unas inversiones.
Ley 797 de 2003, mediante la cual se crea el Fondo de Solidaridad Pensional, que solo en tres años benefició a 170.000 adultos mayores de 65 años; impidiendo dentro de la misma ley el aumento de cinco años para que hombres y mujeres pudieran pensionarse.
Contribuyó en el 2005 a impedir la eliminación de la mesada 14 para quienes devengaran hasta tres salarios mínimos.
Lideró como coordinador de ponentes la Ley 909 de 2004, de carrera administrativa, lo que también lo llevó a escribir un libro sobre esta norma.
Ley 828 de 2003 para el control a la evasión y elusión a la seguridad social, generando importantes ingresos para el SENA y el ICBF. Fortaleció las cajas de compensación familiar. Gracias a ello, se han capacitado más de 9 millones de personas y muchos de ellos han iniciado su vida laboral como aprendices SENA, institución que actualmente dispone de 117 sedes en todo el país.
Ponente de la Ley 972 de 2005 que fortalece la Caja de Vivienda Militar, que pasó a ser la Caja de Vivienda Militar y de Policía. Según cifras del Ministerio de Defensa, con más de 370 mil afiliados, la Caja de Honor se consolida en 2015 como la entidad que entrega el mayor número de beneficios para los héroes de la patria. 
Ley 253 de 2004 por el cual se crea el Sistema Nacional de Discapacidad. Esta Ley fue el comienzo de una trayectoria de reconocimiento social, político y económico de los derechos de la población en situación de discapacidad en Colombia y el fortalecimiento de la Política Nacional de Atención a las Personas con Discapacidad y de los programas y proyectos de prevención, atención, rehabilitación y equiparación de oportunidades.
Llevó más de un centenar de personas entre líderes, concejales y presidentes de juntas de acción comunal, a conocer el recinto del Congreso de la República, en jornadas enriquecidas con la presencia de destacados funcionarios del orden nacional. La visita a algunos sitios históricos de la capital de la República también hizo parte de dicha experiencia, calificada por muchos como inolvidable e inspiradora para su trabajo social. La actividad finalizaba con la entrega de certificados y diplomas por parte de la Escuela de Alto Gobierno de la Escuela Superior de Administración Pública, ESAP, dado que la orientación de la experiencia tenía carácter de formación en lo público y era complementada por nutridas capacitaciones. 
Como integrante del Senado fue conocedor, analista y destacado participante, de un sin número iniciativas presentadas durante el periodo 2006 - 2010, de las cuales 294 se convirtieron en leyes de la República, permitiendo entre otros aspectos el mejoramiento y agilidad en la administración de justicia. También participó de siete actos legislativos que reformaron la Constitución, y fue protagonista de importantes debates como la reforma política que incluyó la “silla vacía” y la descongestión judicial. 
Nunca hizo parte de del amplio grupo de ausentistas del Congreso de la República.
Jugó un papel fundamental en la construcción de proyectos que luego fueron importantes leyes de la República:
Ley 1580 de 2012, y que permitió a las personas que son pareja, reunir sus aportes a la seguridad social para obtener una pensión. 
Ley 1229 de 16 de julio de 2008 “Por la cual se modifica y adiciona la ley 400 de agosto 19 de 1997”. Esta Ley pretendió ampliar a otras profesiones afines para el diseño, construcción y supervisión técnica de edificaciones nuevas. Ley que en Risaralda favoreció a cientos de estudiantes.
Modificación del artículo 4 de la ley 670 de 2001. Esta, reglamentó el uso de la pólvora para que no ser manipulada por los menores de edad, ni por personas en estado de embriaguez en el Territorio Nacional, y establece la autoridad en los alcaldes para definir las condiciones técnicas y de seguridad en el uso de los fuegos artificiales. 
La Ley 1505 de 2012. “Se otorgan estímulos a los voluntarios de la defensa civil colombiana, normas para el financiamiento de la institución y se dictan otras disposiciones”. Esta iniciativa promovida por Germán Aguirre, benefició a más de 45.000 voluntarios de este organismo en Colombia.

Leyes que fueron promovidas a favor de población vulnerable:
Ley 1122 de 2007. Entre los debates más representativos está el realizado el 7 de octubre de 2008. Como senador expuso las múltiples deficiencias del ministerio de protección social, en especial en la aplicación de esta la ley 1122 y el incumplimiento de la ley 760 de 2008, el pago del pasivo prestacional de las EPS públicas, y la alta cartera que alcanzó los dos billones en los hospitales públicos.
Art 41. Entre otros reconocimientos al usuario, esta Ley le permite al paciente recuperar el dinero invertido en medicamentos que hubiese tenido que comprar cuando las EPS no se los suministran.
Reformas a la Ley 100 en beneficio de los adultos mayores: se modificaron los artículos 257 y 258 para establecer un beneficio mensual de subsistencia para el adulto mayor y personas en condición de discapacidad severa y mental.
Un proyecto de ley que posteriormente fue absorbido por el Código de Infancia y Adolescencia fue el Proyecto de Ley No. 064/08 Senado: “Por medio de la cual se otorgan beneficios a los padres del recién nacido con algún tipo de discapacidad, modificando el código sustantivo de trabajo”. En procura de la protección de los derechos laborales, como las licencias a los padres bajo estas circunstancias especiales.
Siendo partícipe de la oposición, durante su periodo como senador, siempre mantuvo su coherencia política. Desde allí contribuyó a la gestión local y regional, apoyando a los alcaldes y gobernadores en la procura de proyectos de desarrollo para sus territorios.
Contribuyó ampliamente a la llegada a Pereira de la Universidad Autónoma de las Américas que hoy cuenta con 1.000 estudiantes, aportando al fortalecimiento de la educación superior en el área de la salud, en Risaralda. 
Mantuvo la defensa de sectores sociales tan decisivos en la vida nacional como los cafeteros, los docentes, las madres comunitarias, los profesionales de la salud, de los organismos de socorro, y la articulación entre los artículos 25 y 82, para proteger el derecho al trabajo de los vendedores ambulantes en congruencia con el respeto por el espacio público.

### Actuó como parte de los senadores citantes en los siguientes debates de trascendencia nacional
- Pirámides
- Debate sobre salud mental
- Inconsistencia en el funcionamiento del aseguramiento y la atención en salud en el marco de la Ley 100 de 1993.
- Debate sobre la investigación de la parapolítica en el y las actuaciones adelantadas por la Honorable Corte Suprema de Justicia
- Citación al Ministro de Protección Social para que exponer las evaluaciones que se han hecho a la ley 789 de 2002, y exponer los resultados obtenidos por las políticas de generación de empleo frente a las expectativas que tuvo el Congreso al aprobar dicha ley.

## Carrera política
Su trayectoria política se ha identificado por:

### Partidos políticos
A lo largo de su carrera ha representado los siguientes partidos:
| Partido político | Fecha Inicio       | Fecha Fin               |
| Partido Liberal  | 1 de julio de 2004 | 20 de julio de 2010     |
| Coalición        | 1 de enero de 2002 | 1 de julio de 2004      |
| Partido Liberal  | 1 de enero de 1998 | 31 de diciembre de 2001 |

### Cargos públicos
Entre los cargos públicos ocupados por Germán Antonio Aguirre Muñoz, se identifican:
| Cargo público                    | Partido político | Fecha Inicio        | Fecha Fin               |
| Senador de la República          | Partido Liberal  | 20 de julio de 2006 | 19 de julio de 2010     |
| Representante a la Cámara        | Coalición        | 20 de julio de 2002 | 19 de julio de 2006     |
| Representante a la Cámara        | Partido Liberal  | 20 de julio de 1998 | 19 de julio de 2002     |
| Alcalde Dosquebradas, Risaralda  |                  | 1 de enero de 1995  | 31 de diciembre de 1997 |
| Alcalde Dosquebradas, Risaralda  | Partido Liberal  | 1 de junio de 1990  | 30 de junio de 1992     |
| Concejal Dosquebradas, Risaralda | Partido Liberal  | 1 de enero de 1988  | 1 de junio de 1990      |